# Ulrich Wessels
Ulrich Wessels (* 1959 in Hamm (Westfalen)) ist ein deutscher Rechtsanwalt und Notar. Er ist Präsident der Bundesrechtsanwaltskammer.

## Biographie
Wessels studierte Rechtswissenschaften an der Universität Münster und der Albert-Ludwigs-Universität Freiburg und wurde zum Thema „Testamentsvollstreckung an einem Kommanditanteil“ 1989 von der Universität Münster promoviert. Er wurde 1988 als Rechtsanwalt zugelassen. Er ist Fachanwalt für Familienrecht und Fachanwalt für Verwaltungsrecht.
Seit 1994 gehört er dem Vorstand der Rechtsanwaltskammer Hamm an und war von 2012 bis November 2019 Präsident dieser Kammer. Seit 2003 ist er Vorstandsmitglied und Schatzmeister des Deutschen Anwaltsinstituts. Von 2015 bis 2018 war er 2. Vizepräsident der Bundesrechtsanwaltskammer. Seit September 2018 ist er deren Präsident.